# Хипотеза за справедливия свят
Хипотеза за справедливия свят (вяра в справедливия свят) се отнася до убежденията, които внушават и поддържат идеята, че светът е справедливо място, в което хората получават това, което са заслужили. Тази когнитивна заблуда създава очаквания и приписва последици от универсална сила (Бог, вселенски разум, съдба), която възстановява моралното равновесие. Свързва се с желанието на човек за възмездие (разплата). Приема се, че всички благородни постъпки един ден се възнаграждават, а всички лоши – се наказват. Понякога последиците от такива вярвания са, че хората са склонни да очернят несправедливо жертвите на случайно нещастие с мотива, че те са си го заслужавали. Например предразсъдъци като тези отразяват „заслуженото нещастие“:
- „Господин X се разболя от рак, но той си беше лош човек.“
- „Една позната я изнасилиха, но тя винаги носеше къси поли.“
- „Човекът X остана бездомен и беден, защото е мързелив.“

Вярва се, че добри неща се случват само на добрите хора, а лоши неща – на лошите хора. Тенденцията да се тълкуват и обясняват случайните събития (синхроничност) като нещо сакрално и важно, допринася също за явлението. Това погрешно разбиране на случайността, отразено във вярата в справедливия свят, подкрепя много неверни народни мъдрости. За хората е трудно да повярват, че невинен и добродетелен човек може да пострада просто случайно. Това от своя страна води до илюзорни корелации и неверни изводи.

## Теория
Понятието е описано за първи път от Мелвин Дж. Лърнър през 60 – те години на XX век. Интересът му произлиза от усилията да разбере защо високообразовани студенти осъждат жертвите на бедността като „мързеливи и неставащи за нищо“, предвид факта, че те са жертви на социално – икономически сили извън техния контрол. Според Лърнър, за да поддържат психологическото си спокойствие, хората имат нужда да вярват, че живеят в справедлив свят – място където всеки получава онова, което заслужава, поне в дългосрочен план. Сякаш отношенията са по договор по отношение на последиците от поведението.  Все пак хората виждат неща, които не са справедливи. Според Лърнър, тогава те си изграждат стратегии за справяне, които да са в съгласие с вярата им в справедливия свят. Тези стратегии биват рационални и нерационални. Рационалните включват предотвратяване и компенсиране. Нерационалните включват отричане и отдръпване от несправедливата ситуация.
Хората развиват и дългосрочни стратегии за поддържане на вярата в справедливия свят. Те включват чувството за върховна справедливост, която печели в дългосрочен план, макар малките спънки в живота и това, че жертвите могат да са компенсирани или наказани в отвъдния живот. Същото се отнася и по отношение на културите и субкултурите, стига да е извън собствената култура.
Хипотезата за справедливия свят може да действа като защитен механизъм. Тя помага на хората да намалят екзистенциалните си страхове (безсмислието и собствената си смърт). Също така, насърчава хората да се ангажират в дългосрочни цели и подпомага социално регулираното поведение. Тази вяра подпомага целенасочени рационализации за ангажиране в подобно поведение. Тоест, ако няма знание, че усилената работа ще бъде възнаградена, то няма да има основание за влагането на усилия. Освен това, вярата, че нарушителите ще бъдат наказани, помага на хората да се чувстват в безопасност и поддържа реда в обществото.